# Fin z Nortumbrii
Fin, Fín – irlandzka księżniczka z VII wieku.
Fin była córką lub wnuczką Colmana Rimida z rodu Cenél nEógain. Została pierwszą żoną późniejszego anglosaskiego bretwalda, Oswiu z Nortumbrii, który na irlandzkim dworze schronił się po śmierci swego ojca Etelfryda, w obawie przed jego następcą na tronie Nortumbrii, Edwinem.
Fin urodziła mu syna Aldfritha, który później został władcą Nortumbrii, a jego panowanie rozpoczęło złoty wiek w dziejach tego królestwa.